# Muszkowo (przystanek kolejowy)
Muszkowo – zamknięty przystanek osobowy w Muszkowie, na linii kolejowej nr 414 Gorzów Wielkopolski Zieleniec – Chyrzyno, w województwie lubuskim, w Polsce.